# Saint-Martin-des-Noyers
Saint-Martin-des-Noyers är en kommun i departementet Vendée i regionen Pays de la Loire i västra Frankrike. Kommunen ligger i kantonen Les Essarts som tillhör arrondissementet La Roche-sur-Yon. År 2022 hade Saint-Martin-des-Noyers 2 540 invånare.

## Befolkningsutveckling
Antalet invånare i kommunen Saint-Martin-des-Noyers
| Referens: INSEE |